# Route 8 (Oman)
Die Route 8 oder R8 ist eine Fernverkehrsstraße im Sultanat Oman. Die Fernverkehrsstraße führt vom Sohar R/A und Knoten an der Route 1, über das westliche Hadschar-Gebirge bis nach Ad Dariz, hier endet die Route 8 und kreuzt an die Route 9. Die R8 ist mit jeweils einer Spur bei jeder Fahrspur ausgestattet. Anstatt R8 ist die Bezeichnung „Sohar-Yanqul Road“ üblich.

## Verlauf in der Region Schamal al-Batina
Die Route 8 beginnt in Sohar am Sohar R/A und Knoten an der Route 1. In Richtung Süden führt die R1 nach Sib und Maskat, in Richtung Norden weiter nach Schinas und zur Grenze zu den Vereinigten Arabischen Emiraten. 35 Kilometer lang liegen nur sehr wenige kleine Siedlungen an der Route 8. Das Dorf Hail ist nach den besagten 35 Kilometern die erste große Siedlung. Nach weiteren 10 Kilometern befindet sich eine Kreuzung auf der Route 8. In dieser Region fließen mehrere Wadis, sie ist also perfekt für Landwirtschaft.

## Verlauf in der Region az-Zahira
10 Kilometer nach der Grenze zur az-Zahira-Region liegt die Ortschaft al-Wuqba, dazwischen liegen nur auf das Land verstreute Siedlungen. 35 Kilometer nach al-Wuqbah und al-Masarra liegt die Kleinstadt Yanqul. Mit 9000 Einwohnern ist Yanqul die zweitgrößte Stadt in der az-Zahira-Region, nach Ibri. Vor Yanqul verläuft die R8 schnurgerade durch den Inner-Oman. In Yanqul gibt es eine Gabelung, die eine Straße führt 30 Kilometer lang durch eine karge Landschaft bis zur Kleinstadt Dank. Die Route 8 verläuft weiter nach Südosten. 20 Kilometer nach Yanqul liegt der Ort Chadal. Nach weiteren 15 Kilometern endet die Route 8 an der Anschlussstelle zur Route 9. Hier liegt der Ort ad-Dariz. Die Route 9 in Richtung Süden führt nach Ibri, hier schließt diese an die Route 21 an. In Richtung Norden führt die Route 9 nach Miskin.